# 1934 في إسبانيا
فيما يلي قوائم الأحداث التي وقعت خلال عام 1934 في إسبانيا.

## سياسة

### تعيين في المنصب
- 23 يناير – دييغو مارتينيز باريو ministro de Gobernación  [لغات أخرى]‏.

### انتهاء فترة المنصب
- 3 مارس – دييغو مارتينيز باريو ministro de Gobernación  [لغات أخرى]‏.

## مواليد

### فبراير
- 18 فبراير – باكو رابان[1]

### مارس
- 8 مارس – فرانسيسكو رودريغيز غارسيا لاعب كرة قدم إسباني.[2]
- 8 مارس – مارتي فيرجيس لاعب كرة قدم إسباني.[3]
- 12 مارس – فرانسيسكو أيالا[4]

### يونيو
- 10 يونيو – خوسيه كاسترو لاعب كرة قدم إسباني.[5]
- 19 يونيو – فرانسيسكو غيريرو كارديناس لاعب كرة قدم إسباني.

### يوليو
- 15 يوليو – إنريكي ماتيوس[6]
- 30 يوليو – غونزالو سواريز مخرج أفلام إسباني.[7]

### أكتوبر
- 1 أكتوبر – إيميليو بوتين[8]
- 28 أكتوبر – خوليو خيمينيز درّاج طريق إسباني.

### نوفمبر
- 2 نوفمبر – إنريكي كولار لاعب كرة قدم إسباني.[9]

## وفيات

### مايو
- 2 مايو – خليان ربيرة (مواليد 1858) مؤرخ أدبي إسباني.[10]

### أكتوبر
- 17 أكتوبر – سانتياغو رامون إي كاخال (مواليد 1852)[11]